# Európai eszközökkel a nemzeti régiók jogaiért
Az Európai eszközökkel a nemzeti régiók jogaiért (angolul For the Rights of National Regions, Through European Means) európai polgári kezdeményezés, amelyet Kohéziós politika a régiók egyenlőségéért és a regionális kultúrák fenntarthatóságáért (angolul Cohesion policy for the equality of the regions and sustainability of the regional cultures) hivatalos cím alatt a Székely Nemzeti Tanács (SZNT) kezdeményezésére indítottak el.
A kezdeményezést hivatalosan elindító bizottság tagjai: Izsák Balázs (az SZNT elnöke), dr. Dabis Attila (politológus, az SZNT külügyi megbízottja), Roland Rolf Dudda (Ausztria), Andreas Schmaltz (Németország), Őry Péter (Csallóközcsütörtök polgármestere, Szlovákia), Franciscus Albert Bernardus Jeursen (Hollandia), Jordi Xuclà i Costa (Katalónia, Spanyolország).
A kezdeményezéssel akkor foglalkozik érdemben az Európai Bizottság, ha 2020. május 7-ig összesen több mint egymillió hiteles aláírást sikerül összegyűjteni az Európai Unió (EU) legalább 7 tagállamában.

## Tartalma
A kezdeményezés tárgya egy olyan uniós jogszabály elfogadtatása, amelynek nyomán az unió kohéziós – kiegyenlítő fejlesztést megvalósító – politikája kiterjed azokra a régiókra, amelyeket nemzeti, etnikai, kulturális, vallási, nyelvi sajátosságok különböztetnek meg az őket körülvevő régióktól.

### Célok
- A nemzeti, etnikai, kulturális, vallási, nyelvi sajátosságokkal rendelkező régiók − köztük mind a közigazgatási hatáskörökkel rendelkezők, mind a közigazgatási státus nélküliek – lemaradásának a megelőzése oly módon, hogy a gazdasági, társadalmi és területi kohézió feltételeinek a fenntartása ne eredményezze sajátosságaik feladásához.
- Az esélyegyenlőség biztosítása ezen régiók számára a strukturális alapokhoz, valamint minden más uniós alaphoz, forráshoz, programhoz való hozzájutásban.

### Alapvetés
A kezdeményezés a „régiók Európája” jövőképen alapszik.
Az etnikai, kulturális, vallási, nyelvi sajátosságokkal rendelkező régiókról az Európa Tanács több ajánlást is elfogadott. Az 1201/1993-as, 1334/2003-as, 1811/2007-es számú ajánlások mindegyike politikai-közigazgatási eszközöket javasol a sajátosságokkal rendelkező régiók számára. Bár ezek az ajánlások az Európa Tanács dokumentumai, iránymutatónak tekintendők az Európai Unió számára is.
Az 1201/1993-as ajánlás szerint „ahol egy nemzeti kisebbséghez tartozó személyek többséget alkotnak, ezen személyeknek jogukban áll, hogy sajátos történelmi és területi helyzetüknek megfelelő és az állam nemzeti törvénykezésével összhangban álló helyi vagy autonóm közigazgatási szervekkel, vagy különleges státusszal rendelkezzenek”.
Az 1334/2003-as állásfoglalásnak (az ún. Gross-jelentésnek) az üzenete az, hogy a speciális regionális státus – az autonómia – révén az állam területi integritásának az elve összeegyeztethető a különböző területi identitásokban megnyilvánuló kulturális sokszínűség elvével. A regionális autonómia egyszerre biztosít eszközöket a területi közösségek számára, hogy megőrizzék kulturális identitásukat, és nyújt garanciát az államnak területi identitása megőrzéséhez.
Az 1811/2007-es számú ajánlás pedig határozottan javasolja az Európai Uniónak, hogy: a) könnyítse meg a nagy európai régióknak, hogy részt vegyenek a közös politikai és döntéshozási folyamatokban, valamint a Közösség szabályzatainak gyakorlatba ültetésében, és garantáljon nekik ehhez megfelelő elismerést és státust; b) erősítse meg a régiók szerepét az Európai Tanácsban.
Maga az európai uniós joganyag is számos olyan rendelkezést tartalmaz, amely hivatkozási alapul szolgál a kezdeményezők számára. Az elsődleges joganyagból ide az Európai Unióról szóló szerződés 2. és 3. cikke, valamint az Európai Unió működéséről szóló szerződés 153., 167., 170., 174., 176., 177. és 178. cikke sorolható. A másodlagos uniós jogból kiemelkedik az Európai Parlament és a Tanács 1059/2003/EK rendelete, mely az Unió regionális politikáját segítő statisztikai rendszer – a statisztikai célú területi egységek nómenklatúrája (a NUTS) – létrehozásáról szól. A rendelet a regionális fejlődést nyomon követő rendszer területi-statisztikai egységei között számba veszi azokat is, amelyek nem közigazgatási egységek, és elvként fogalmazza meg, hogy „a nem közigazgatási egységeknek tükrözniük kell a gazdasági, társadalmi, történelmi, kulturális, földrajzi vagy környezeti körülményeket”. (10. pont)

### Fogalomhasználat
A kezdeményezők a „nemzeti régiók” kifejezést használják. A kifejezés tulajdonképpen egy gyűjtőfogalom szerepét tölti be: a „nemzeti, etnikai, kulturális, vallási, nyelvi sajátosságokkal rendelkező régiók” kifejezés nem csupán azokra a régiókra vonatkoztatható, amelyeknek jellegét valamely nemzeti kisebbség nyelvi, etnikai vagy vallási sajátosságai határoznak meg, hanem azokra is, amelyeket fejlett, de anyaország nélküli kultúrák tesznek egyedivé. Ebben az összefüggésben a „nemzeti régiók” kifejezés az angolszász szakirodalom és szóhasználat „sub-state nation”-fogalmának feleltethető meg leginkább.
A „nemzeti”, illetve a „nemzeti kisebbségi” – régiót konstituáló – jellegzetességet megerősíti az Európai Bíróság indoklása is, amely szintén használja a „nemzeti kisebbségi régió” kifejezést.

## Története
A Székely Nemzeti Tanács még 2010. végén jelentette be, hogy élni kíván a Lisszaboni szerződés 11. cikke által létesített európai polgári kezdeményezés, mint intézményesített eljárás lehetőségével.
A javaslat nyomán polgári kezdeményező bizottság alakult. A szakértők által többszörös egyeztetés nyomán kidolgozott kezdeményezést e kezdeményező bizottság 2013 június 18-án nyújtotta be az Európai Bizottsághoz. Az ezt vállaló bizottság akkor már tíz taggal rendelkezett; tagjai: Boldoghy Olivér (Szlovákia), Dabis Attila (politológus, Magyarország), Roland Rolf Dudda (Ausztria), Pierre Joseph Gillet (Emberi Jogok Közép-európai Bizottságának elnöke, Belgium), Izsák Balázs Árpád (az SZNT elnöke, Románia), drs. Franciscus Albert Bernardus Jeursen (Hollandia), Korodi Attila (RMDSZ, Románia), Miren Martiarena Barcaiztegui (Baszkföld, Spanyolország), Anton Publik - Svédország, Jordi Xuclà i Costa (Katalónia, Spanyolország).
2013. július 25-én az Európai Bizottság elutasította a kezdeményezés bejegyzését azzal az indoklással, hogy az „nyilvánvalóan kívül esik a bizottság azon hatáskörén, hogy a szerződések végrehajtásához uniós jogi aktusra irányuló javaslatot nyújtson be”.
Az elutasítást követően, 2013. szeptember 26-án a kezdeményező polgári bizottság két tagja, Izsák Balázs és Dabis Attila, megtámadta a határozatot az Európai Unió Törvényszékén, mely első fokon vizsgálta ezt a keresetet, és 2016. május 10-én a hozta meg róla ítéletét, melyben a Európai Bizottság álláspontjának adott igazat.
A perbe a polgári kezdeményező bizottság oldalán Magyarország, míg az Európai Bizottság oldalán Görögország, Szlovákia és Románia is beszállt.
Az ítélet ellen a dr. Sobor Dávid ügyvéd által képviselt felperesek fellebbezést nyújtottak be az Európai Bíróságon (a Törvényszék feletti fellebbezési fórumon).
2018. május 3-án a fellebbezés írásbeli szakasza lezárult, megtörtént a felek szóbeli meghallgatása, majd 2018. október 4-én az Európai Bíróság honlapján megjelent Paolo Mengozzi főtanácsnok indítványa az ítélethozatal előtt álló Európai Bíróság részére.
A dokumentumban a főtanácsnok azt indítványozza, hogy a Bíróság helyezze hatályon kívül az Európai Unió Törvényszékének 2016. május 10-i Izsák és Dabis kontra Bizottság ügyében meghozott ítéletét. Másrészt, semmisítse meg az Európai Bizottság azon határozatát, amely elutasítja a Kohéziós politika a régiók egyenlőségéért és a regionális kultúrák fenntarthatóságáért című európai polgári kezdeményezés nyilvántartásba vételét.
Az Európai Bíróság a 2019. március 7-én kihirdetett ítéletében a kezdeményezőknek adott igazat, és elrendelte a kezdeményezés bejegyzését.